# Saint-Léger-près-Troyes
Saint-Léger-près-Troyes é uma comuna francesa na região administrativa de Grande Leste, no departamento de Aube. Estende-se por uma área de 9,21 km². Em 2010 a comuna tinha 906 habitantes (densidade: 98,4 hab./km²).